# Eremoleon gracilis
Eremoleon gracilis är en insektsart som beskrevs av Adams 1957. Eremoleon gracilis ingår i släktet Eremoleon och familjen myrlejonsländor. Inga underarter finns listade i Catalogue of Life.